# Casal del Metge

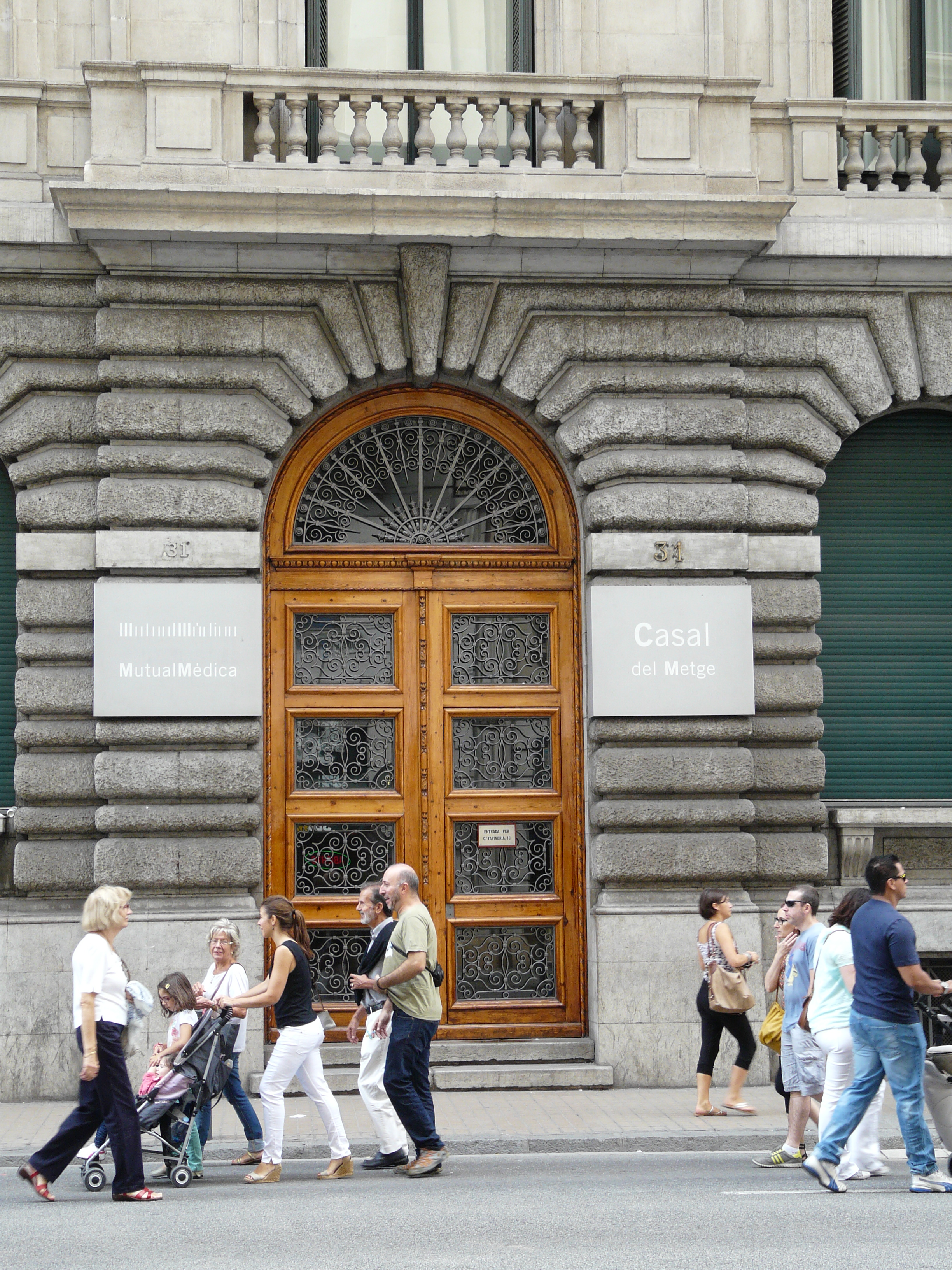
Detalle de la fachada

El Casal del Metge, o "Casa del Médico" es un edificio de estilo novecentista situado en la Via Layetana, 31 de Barcelona, catalogado como bien cultural de interés local.  Oriol Bohigas dice que es donde el lenguaje clásico se manifiesta con una mayor corrección y eficacia urbanística, junto con Casa Cambó y la sede del Fomento del Trabajo Nacional. 

## Historia
Fue diseñado y planificado en 1930 por los arquitectos Adolf Florensa y Enric Catà i Catà como sede del Sindicato de Médicos de Cataluña. En ella se encuentran las secciones de Mutual Médica de Cataluña y Baleares, el Colegio de Médicos de Barcelona y la Academia de Ciencias.

### Estrenos
- 1935 Dafnis y Cloe, ópera de cámara de Antoni Marqués (27 de enero)
- 1936 Canigó, ópera de Antoni Massana y libreto de Josep Carner (en versión de concierto)
- 1936 Siete canciones de Pau Casals (30 de enero)
- 1936 Sonatina antigua de Manuel Blancafort (abril)
- 1944 Comptinas IV-VI y Cantar del alma, para voz de soprano y piano (15 de diciembre) de Frederic Mompou
- 1946 Dos melodías sobre texto de Juan Ramón Jiménez de Frederic Mompou (6 de junio)
- 1950 Preludio núm. 11 de Frederic Mompou (6 de noviembre).
- 1994 Seis canciones mallorquinas para mezzo y cuarteto de cuerdas, de Bernat Vivancos (25 de marzo).